# Руайдри мак Фаэлайн

Ирландия в VIII — первой трети IX века

Руайдри́ мак Фаэла́йн (др.‑ирл. Ruaidrí mac Fáeláin; умер в 785) — король Лейнстера (776—785) из рода Уи Дунлайнге.

## Биография
Руайдри был сыном Фаэлана мак Мурхадо и Тайлефлайт (или Туалат), дочери короля Мунстера Катала мак Фингуйне. Отец Руайдри возглавлял септ Уи Фаэлайн, одну из частей лейнстерского рода Уи Дунлайнге, а с 728 года и до своей смерти также носил титул короля Лейнстера. После смерти Фаэлана, скончавшегося в 738 году, лейнстерский престол один за другим занимали два дяди Руайдри, а затем его двоюродный брат Келлах мак Дунхада. Когда тот умер в 776 году, титул «король Лейнстера» перешёл к Руайдри, к этому времени уже бывшему главой Уи Фаэлайн.
К началу правления Руайдри мак Фаэлайна лейнстерские короли уже некоторое время находились в сильной зависимости от правителя Миде из династии Кланн Холмайн Доннхада Миди, которой в 771 или 778 году стал и верховным королём Ирландии. Сам Руайдри, также сначала вынужденный подчиняться воле Доннхада, в 777 году отправил своё войско для участия в походе верховного короля на правителя Наута (Северной Бреги) Конгалаха мак Конайнга.
Однако по неизвестным причинам в 780 году дружественные отношения между ним и Доннхадом Миди были расторгнуты. Возможно, причиной этого стало вмешательство верховного короля Ирландии в лейнстерские междоусобия на стороне своего зятя Брана Ардхенна, двоюродного брата Руайдри и претендента на престол. В ирландских анналах сообщается, что Руайдри вместе с подчинённым ему правителем суб-королевства Уи Хеннселайг Кайрпре мак Лайдкненом совершил поход в Миде, однако в сражении при Охтар Охе (около Килкока) потерпел сокрушительное поражение от верховного короля Ирландии. Преследуя отступавшего Руайдри, Доннхад вторгся в его владения и разорил их, не пощадив и церквей. Позднее в этом же году в Таре состоялась встреча между Уи Нейллами, к которым принадлежал Доннхад Миди, и правителями Лейнстера. На собрании присутствовали многие знатные светские лица, а также представители ирландского духовенства во главе с лидером калди Дублиттером. Итогом встречи стало заключение мира между враждовавшими сторонами. Предполагается, что одним из его условий было провозглашение Брана Ардхенна королём-соправителем Лейнстера. Со времени этого собрания во всех лейнстерских документах Доннхад Миди стал титуловаться исключительно как «король Тары», что свидетельствует о полном признании Руайдри мак Фаэлайном над собой власти Доннхада как верховного короля Ирландии.
Исторические источники ничего не сообщают о конфликтах Руайдри с Доннхадом Миди в последующие годы, хотя известно о происходивших в это время военных столкновениях короля Лейнстера со сторонниками верховного короля Ирландии. В 781 году брегцы совершили поход во владения Руайдри и в сражении при Риге разбили войско септа Уи Гаррхон, правитель которого, король Ку Хонгалт, пал на поле боя. Точно неизвестно, был ли поход совершён по приказу Доннхада, или его причиной были пограничные распри брегцев и лейнстерцев. Историки отмечают, что поход 781 года — одно из немногих совместных предприятий, осуществлённых правителями Наута и Лагора чаще боровшихся друг с другом за контроль над всем королевством. Согласно ирландским анналам, воинов из Северной Бреги в этом походе возглавляли король Диармайт мак Конайнг и его двоюродный брат Конайнг мак Дунгайл, а воинов из Южной Бреги — король Маэл Дуйн мак Фергуса и его родственник Фогартах мак Куммаскайг. В 782 году в сражении при Карраге (около Килдэра) Руайдри нанёс поражение Брану Ардхенну, взял его в плен и, вероятно, лишил титула короля-соправителя.
Руайдри мак Фаэлайн скончался в 785 году. Его сыновья, Диармайт и Муйредах, после смерти отца не смогли унаследовать престол Лейнстера, сохранив за собой только власть над Уи Фаэлайн. Новым лейнстерским королём был провозглашён Бран Ардхенн.